# Jacques-Philippe d'Orneval
Jacques-Philippe d'Orneval fou un dramaturg francès nascut a París en data desconeguda i mort el 1766.
No se sap res dels seus orígens ni de la seva vida. Va compondre més de 80 peces de l'obra de teatre, en solitari o en col·laboració amb Alain-René Lesage, Louis Fuzelier, Alexis Piron, Joseph de la Font i Autreau Jacques. Va morir gran, aficionat a la química i la pedra filosofal.

## Publicacions
- Arlequin traitant, òpera còmica en tres actes, en prosa i balades (22 de març de 1716, Foire Saint-Germain)
- Les Amours de Nanterre, òpera còmica en un acte en col·laboració amb Autreau i Lesage (1718 Foire Saint-Laurent)
- L'Ile des Amazones, obra en un acte en col·laboració amb Lesage (1718 Foire Saint-Laurent). Prohibida per l'Opéra-Comique.
- Le Monde renversé, en un acte en col·laboració amb jugar Lesage (1718 Foire Saint-Laurent)
- La Forêt de Dodone, en un acte en col·laboració amb jugar Fuzelier i Lesage (1721 Foire Saint-Germain)
- Le Rémouleur d'amour, d'un sol acte en col·laboració amb Fuzelier i Lesage (5 de febrer de 1722, Puppet Theater Laplace a la Foire Saint-Germain)
- La Grand-mère amoureuse, en tres actes, en col·laboració amb Fuzelier i música de Gillier (18 de febrer de 1726, Foire Saint-Germain). Paròdia dels Atys de Quinault i Lully.
- Les Comédiens corsaires, pròleg en col·laboració amb pròleg Fuzelier i Lesage (20 de setembre de 1726, Foire Saint-Laurent)
- Les Amours déguisés, d'un sol acte en col·laboració amb Lesage (20 de setembre de 1726, Foire Saint-Laurent)
- Achmet et Almanzine, obra en tres actes, en col·laboració amb Lesage i Fuzelier, música Gillier (30 de juny de 1728, Foire -Saint-Laurent)
- L'Opéra-Comique assiégé, en col·laboració amb Lesage (26 de març de 1730, Foire Saint-Germain)